# Zhizn za zhizn
Zhizn za zhizn é um filme de drama russo de 1916 dirigido por Yevgeni Bauer.

## Enredo
O filme é baseado no romance de Georges Ohnet.

## Elenco
- Olga Rakhmanova...	Khromova
- Lidiya Koreneva...	Musya Khromova
- Vera Kholodnaya...	Nata Khromova
- Vitold Polonsky...	Vladimir Bartinsky
- Ivane Perestiani...	Zhurov